# Étang de La Prade
L'étang de La Prade (ou étang de Laprade) est un lac situé sur les communes de Messanges et Moliets-et-Maa dans le département français des Landes.

## Caractéristiques
L'étang de La Prade s'étend à environ 2 km de la côte atlantique, dans une légère dépression interdunaire (localement appelée lette) de la zone rétrolittorale, à l'ouest du lieu-dit de La Prade. Il est alimenté sur sa rive nord par le courant de Messanges, qui provient de l'étang de Moliets (situé à environ 1 km au nord), lequel lui sert également d'exutoire au sud ; le courant, après avoir reçu les eaux de l'étang de Moïsan, se jette dans le lac d'Albret, qui débouche sur l'océan.

## Protection
Avec les étangs de Moliets et Moïsan, l'étang de La Prade est inclus dans les zones humides de Moliets, La Prade et Moisans, un site Natura 2000.
L'étang de La Prade forme également un site classé.